# نوردگرمرسلبن
نوردگرمرسلبن (به آلمانی: Nordgermersleben) یک منطقهٔ مسکونی در آلمان است که در هوهه بورده واقع شده‌است. نوردگرمرسلبن ۹۲۱ نفر جمعیت دارد.